# Miranda (maan)
Miranda is de kleinste van de vijf grote natuurlijke manen van Uranus. Deze maan werd op 16 februari 1948 aan het McDonald Observatorium ontdekt door Gerard Kuiper. Ze is genoemd naar Miranda, de dochter van de tovenaar Prospero uit Shakespeares stuk The Tempest.

## Kenmerken
Miranda's opvallendste kenmerken zijn de diepe kloven van soms wel 20 kilometer diep. De getijdenkrachten die het hemellichaam ondervindt zorgen voor grote interne mechanische spanningen, die de oorzaak zijn van de tektonische activiteit. Aan het oppervlak zijn drie grote coronae aangetroffen, elk ten minste 200 kilometer breed en tot 20 kilometer diep. Deze coronae zijn Arden, Elsinore en Inverness genoemd, naar plaatsen uit het werk van Shakespeare. Op Miranda bevindt zich tevens de hoogste klif in het zonnestelsel, de mogelijk 20 km hoge Veronarots. 
De temperatuur op Miranda bedraagt slechts −187 °C.
Miranda is een van de kleinste hemellichamen in het zonnestelsel met een hydrostatisch evenwicht.

### Verklaringen
De coronae zijn volgens de wetenschappelijke verklaringen ofwel gevormd door diapirisme, of doordat er vanuit het binnenste van Miranda ijs omhoog werd gedreven waardoor het oppervlak van de maan "gekreukeld" raakte. De diepe ravijnen zijn waarschijnlijk het gevolg van extreme tektonische activiteit door de nabijheid van Uranus. Vermoedelijk is er in het verleden ook een tijdlang sprake geweest van baanresonantie tussen Miranda en Umbriel, een andere maan van Uranus, in de verhouding 3:1, waardoor de getijdenwerking mede op gang is gebracht.
Een andere mogelijke verklaring voor het  geologisch zeer onregelmatige en structuurloze oppervlak van Miranda, die eerder werd aangevoerd, is dat de maan ooit compleet in stukken is gebroken door een hevige botsing met een of enkele andere interplanetaire lichamen, waarna de grootste stukken opnieuw samen zouden zijn gekomen. Een deel van het vroegere inwendige van de maan zou daardoor nu aan de oppervlakte zitten. Deze verklaring wordt tegenwoordig minder breed gedragen.

## Waarnemingen
In februari 1986 vloog de Voyager 2 vlak langs Uranus en zijn manen en maakte daarbij opnames van onder andere Miranda. Tot op heden zijn dit de enige beschikbare beelden waarop details van het oppervlak te zien zijn. 
Miranda · Ariel · Umbriel · Titania · Oberon

Cordelia · Ophelia · Bianca · Cressida · Desdemona · Juliet · Portia · Rosalind · Cupid · Belinda · Perdita · Puck · Mab · Francisco · Caliban · Sycorax · Margaret · Prospero · Setebos · Stephano · Trinculo · Ferdinand